# ジャリオーネ
ジャリオーネ（伊: Giaglione）は、イタリア共和国ピエモンテ州トリノ県にある、人口約600人の基礎自治体（コムーネ）。

## 地理

### 位置・広がり

#### 隣接コムーネ
隣接するコムーネは以下の通り。FR-73はフランスのサヴォワ県所属を示す。
- Bramans (FR-73)
- キオモンテ
- エジッレス
- グラヴェーレ
- モンパンテーロ
- スーザ
- ヴェナーウス

## 行政

### 分離集落
ジャリオーネには、以下の分離集落（フラツィオーネ）がある。
- Boscoferando (Boufaran), Cornale, Creusa (Madonna), Pianderuine (Darouines), Pradonio, Rastella, San Giovanni, San Giuseppe, San Gregorio, San Lorenzo, San Rocco, Santa Chiara, Sant'Andrea, Sant'Anna, Sant'Antonio, Santo Stefano

## 姉妹都市
- Bramans、フランス 2010年